# Noureen DeWulf
Noureen DeWulf (New York, 1984. február 28. –) amerikai színésznő.
Az Excsajok szelleme (2009) és az Ilyen a formám (2010) című romantikus vígjátékokból ismert. 2012–2014 között a Nyugi, Charlie! című szituációs komédia szereplője volt.

## Fiatalkora
Indiai szülők gyermekeként Stone Mountainben nőtt fel, Georgiában. Két leánytestvére van. Aziza jogot tanít a Northeastern Universityn Bostonban, Sara pedig a jog területén dolgozik San Franciscóban.
A Boston University's School for the Arts elvégzése után színészi karrierje érdekében Los Angelesbe költözött.

## Pályafutása
2004-ben tűnt fel először egy Happy Birthday című videós rövidfilmben. Ezt követően több sorozatban vendégszerepelt, például a CSI: New York-i helyszínelők, a Csajok vagy a Gyilkos számok epizódjaiban is feltűnt. 2007-ben a George Clooney és Brad Pitt főszereplésével készült Ocean’s Thirteen – A játszma folytatódik című filmben kapott egy kisebb szerepet. A Mezsgye 3. – Invázió című 2008-as horrofilmben főszerepet alakított.
2009 és 2012 között olyan filmekben vállalt szerepléseket, mint az Excsajok szelleme Matthew McConaughey-vel és Jennifer Garnerrel, Jennifer Lopez romantikus vígjátéka, az Ilyen a formám vagy a Papás-babás. A Trinity kórház öt epizódjában ő alakította Judy Pasramot, de A számkiszervezett című sorozat három részében is játszott. Az Égető szerelem című romantikus vígjátéksorozatban Titi szerepében tért vissza a képernyőre. 
2012-ben Bruce Helford felkérte Lacey szerepére a Nyugi, Charlie! című sorozatban, ahol Charlie Sheen, Laura Bell Bundy, Selma Blair és Shawnee Smith társaságában szélesebb körű ismertségre tett szert. Mintegy száz részen át alakította az önző, pénzéhes, laza erkölcsű Lacey szerepét, egészen 2014-ig. Ez olyan sorozatokban tűnt fel egy-egy epizód erejéig, mint a Családom, darabokban és az Apa, fia, unokája. 2019-ben a NászszezON című vígjátékban szerepelt. 2020–2021 között a Cseles csajok című bűnügyi vígjátéksorozat visszatérő szereplője volt.

## Magánélete
2000-ben ment hozzá James DeWulf avantgárd művészhez, házasságuk tíz évig tartott.[forrás?] 2011-ben házasságot kötött a National Hockey League egyik játékosával, Ryan Millerrel.[forrás?] 2015-ben született egy fiuk, aki a Bodhi Ryan nevet kapta.[forrás?]
Folyékonyan beszél hindi, urdu és gudzsaráti nyelven.[forrás?]

## Filmográfia

### Film
| Év   | Magyar cím                               | Eredeti cím                                                                     | Szerep                | Magyar hang     |
| ---- | ---------------------------------------- | ------------------------------------------------------------------------------- | --------------------- | --------------- |
| 2004 |                                          | Happy Birthday (rövidfilm)                                                      | ismeretlen szerep     |                 |
| 2005 |                                          | West Bank Story (rövidfilm)                                                     | Fatima                |                 |
| 2006 | American Dreamz                          | American Dreamz                                                                 | Shazzy Riza           | Mezei Kitty     |
| 2006 | Ezt kapd ki!                             | National Lampoon's Pledge This!                                                 | Poo Poo               |                 |
| 2007 |                                          | Americanizing Shelley                                                           | Littly J. Singh       |                 |
| 2007 | Ocean’s Thirteen – A játszma folytatódik | Ocean's Thirteen                                                                | lány                  |                 |
| 2007 | Tuti lúzerek                             | The Comebacks                                                                   | Jizminder Featherfoot | Szabó Zselyke   |
| 2008 |                                          | Killer Pad                                                                      | Delilah               |                 |
| 2008 | Mezsgye 3. – Invázió                     | Pulse 3                                                                         | Salwa Gamal           | Pupos Tímea     |
| 2009 |                                          | The Strip                                                                       | Maliah                |                 |
| 2009 | Excsajok szelleme                        | Ghosts of Girlfriends Past                                                      | Melanie               | Bánfalvi Eszter |
| 2009 | A verda horda – Adj el, vagy hullj el!   | The Goods: Live Hard, Sell Hard                                                 | Heather               | Sallai Nóra     |
| 2010 |                                          | The Taqwacores                                                                  | Rabeya                |                 |
| 2010 | Ilyen a formám                           | The Back-up Plan                                                                | Daphne                | Tompos Kátya    |
| 2010 | Hibbant hímek és a hormonok              | The 41-Year-Old Virgin Who Knocked Up Sarah Marshall and Felt Superbad About It | Kim                   | Zakariás Éva    |
| 2011 |                                          | Breakaway                                                                       | Reena Singh           |                 |
| 2012 | Papás-babás                              | The Babymakers                                                                  | Bride                 |                 |
| 2012 | Zambézia                                 | Zambezia                                                                        | Pavi (hangja)         |                 |
| 2013 |                                          | How to Be A Terrorist: In Hollywood with Abu Nazir (rövidfilm)                  | ismeretlen szerep     |                 |
| 2013 |                                          | Coffee, Kill Boss                                                               | Temp                  |                 |
| 2014 | Végül összejöttünk (Édes riválisok)      | They Came Together                                                              | Melanie               | Czető-Fritz Éva |
| 2016 |                                          | Chee and T                                                                      | Shana                 |                 |
| 2017 |                                          | Bad Match                                                                       | Terri Webster         |                 |
| 2018 |                                          | When We First Met                                                               | Margo                 |                 |
| 2019 | Lezárások, kezdetek                      | Endings, Beginnings                                                             | Noureen               | Kis-Kovács Luca |
| 2019 | NászszezON                               | The Wedding Year                                                                | Főnök királynő        |                 |
| 2020 |                                          | Wheels of Fortune                                                               | Mandy                 |                 |
| 2021 |                                          | Donny's Bar Mitzvah                                                             | Hannah anyja          |                 |

### Televízió
| Év        | Magyar cím                       | Eredeti cím                 | Szerep               | Megjegyzések                                                              |
| --------- | -------------------------------- | --------------------------- | -------------------- | ------------------------------------------------------------------------- |
| 2005      | CSI: New York-i helyszínelők     | CSI: NY                     | Matrice Singh        | 1 epizód                                                                  |
| 2005      | Csajok                           | Girlfriends                 | Jasmine Crane        | 2 epizód                                                                  |
| 2006      |                                  | Welcome to the Jungle Gym   | Amy                  | eladatlan próbaepizód                                                     |
| 2006      |                                  | Mindy and Brenda            | Mindy                | eladatlan próbaepizód                                                     |
| 2006      | Gyilkos számok                   | Numbers                     | Santi                | 1 epizód                                                                  |
| 2006      |                                  | Love, Inc.                  | Tricia               | 1 epizód                                                                  |
| 2007      |                                  | Revenge                     | Nadia                | eladatlan próbaepizód                                                     |
| 2008      |                                  | Courtroom K                 | Rose Marie Cheeks    | eladatlan próbaepizód                                                     |
| 2008      | Chuck                            | Chuck                       | Lizzie               | 1 epizód                                                                  |
| 2008      |                                  | Welcome to The Captain      | samponos lány        | 1 epizód                                                                  |
| 2009      |                                  | Two Dollar Beer             | Fakhri               | eladatlan próbaepizód                                                     |
| 2009      | 90210                            | 90210                       | Nika Raygani         | 2 epizód                                                                  |
| 2009      | Reno 911! – Zsaruk bevetésen     | Reno 911!                   | szexi könyvtáros     | 1 epizód                                                                  |
| 2009      | Férfifaló                        | Maneater                    | Polo                 | minisorozat (2 epizód)                                                    |
| 2010–2011 | Trinity kórház                   | Hawthorne                   | Judy Pasram          | visszatérő szerep (5 epizód)                                              |
| 2010      | Míg a halál el nem választ       | ’Til Death                  | Dina                 | 1 epizód                                                                  |
| 2010      | R.J. Berger – Hard kor           | The Hard Times of RJ Berger | Claire               | 2 epizód                                                                  |
| 2011      |                                  | Hail Mary                   | Ingrid Collins       | eladatlan próbaepizód                                                     |
| 2011      | A számkiszervezett               | Outsourced                  | Vimi                 | 3 epizód                                                                  |
| 2011      | Happy Endings – Fuss el véle!    | Happy Endings               | Molly                | 1 epizód                                                                  |
| 2012–2013 | Égető szerelem                   | Burning Love                | Titi                 | - websorozat (10 epizód) - magyar hangja: - Mezei Kitty - Hábermann Lívia |
| 2012–2014 | Nyugi, Charlie!                  | Anger Management            | Lacey                | főszereplő (100 epizód)                                                   |
| 2014      |                                  | Garfunkel & Oates           | Jennifer             | 1 epizód                                                                  |
| 2014      | Túl a kerítésen                  | Over the Garden Wall        | Pumpkin Gal (hangja) | 1 epizód                                                                  |
| 2015–2016 |                                  | Hockey Wives                | önmaga               | 13 epizód                                                                 |
| 2015–2016 | Apja, fia, unokája               | Grandfathered               | Priya                | 2 epizód                                                                  |
| 2016      |                                  | Square Roots                | Saleena Desai        | tévéfilm                                                                  |
| 2016      | Gordon Ramsay – A pokol konyhája | Hell's Kitchen              | önmaga               | 1 epizód                                                                  |
| 2016      | Családom, darabokban             | Life in Pieces              | Dionne               | 1 epizód                                                                  |
| 2017      |                                  | The Problem with Apu        | önmaga               | dokumentumfilm                                                            |
| 2018      |                                  | Living Biblically           | Emily                | 1 epizód                                                                  |
| 2018      |                                  | All Night                   | Mrs. Lewis           | 5 epizód                                                                  |
| 2020      |                                  | Tacoma FD                   | Donna                | 2 epizód                                                                  |
| 2020–2021 | Cseles csajok                    | Good Girls                  | Krystal              | visszatérő szerep (10 epizód)                                             |

## Fordítás
- Ez a szócikk részben vagy egészben  a   Noureen DeWulf című angol Wikipédia-szócikk ezen változatának fordításán alapul.  Az eredeti cikk szerkesztőit annak laptörténete sorolja fel. Ez a jelzés csupán a megfogalmazás eredetét és a szerzői jogokat jelzi, nem szolgál a cikkben szereplő információk forrásmegjelöléseként.